# Кисељак (Сапна)
Кисељак је насеље у општини Сапна, Босни и Херцеговини.

## Историја
Кисељак је до рата у цјелини било у саставу општине Зворник.

## Становништво
|             | 2013.      | 1991.        | 1981.        | 1971.        |
| Укупно      | 0 (0,000%) | 580 (100,0%) | 600 (100,0%) | 535 (100,0%) |
| Срби        | –          | 532 (91,72%) | 589 (98,17%) | 533 (99,63%) |
| Остали      | –          | 22 (3,793%)  | –            | 1 (0,187%)   |
| Бошњаци     | –          | 16 (2,759%)1 | 6 (1,000%)1  | –            |
| Југословени | –          | 10 (1,724%)  | 1 (0,167%)   | –            |
| Роми        | –          | –            | 3 (0,500%)   | –            |
| Албанци     | –          | –            | 1 (0,167%)   | –            |
| Хрвати      | –          | –            | –            | 1 (0,187%)   |

1. 1 На пописима од 1971. до 1991. Бошњаци су пописивани углавном као Муслимани.